# Jaca navarra
La jaca navarra o caballo navarro (en euskera: Nafarroako zaldiko) es una raza de caballos pequeños de la región de Navarra, en el norte de España. Está incluida en el Catálogo Oficial de Razas de Ganado de España en el grupo de razas autóctonas. La población total de la jaca navarra ha sido estimada en varias ocasiones: en 240 (año 1997), 350 (año 1999) y 250 ejemplares (año 2000); en diciembre de 2021 se informó de que la población total era de 1843 ejemplares, 1573 hembras y 270 machos, todos ellos en 53 ganaderías de Navarra. La raza está catalogada por la FAO como en peligro de extinción. 
En 1999 se constituyó una asociación de criadores, la Asociación de Criadores de Ganado Equino Jaca Navarra, y en 2001 se abrió un libro genealógico. El rebaño de conservación y referencia, que se mantiene en condiciones de semilibertad en la finca Sabaiza en Ezprogui, contiene casi todos los ejemplares de la raza.

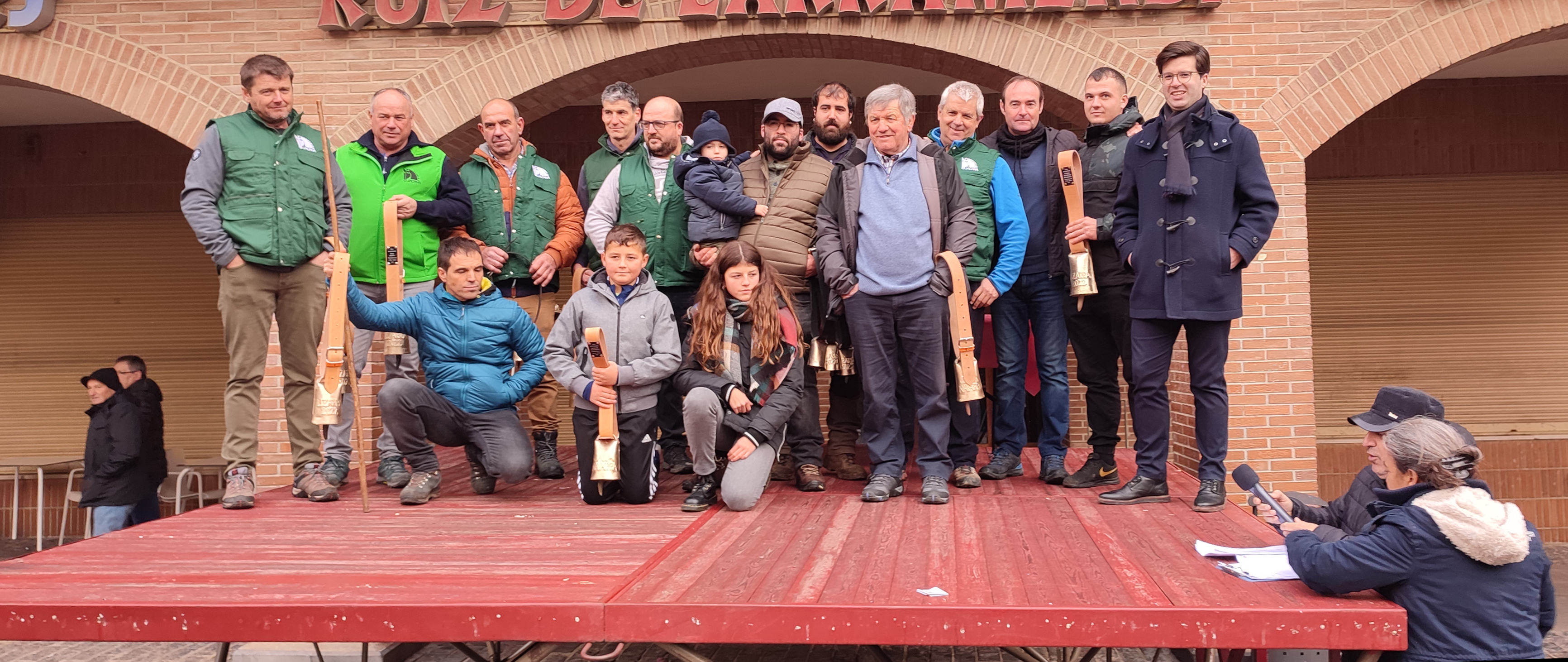
Entrega de los Premios Jaca Navarra 2022, en Estella (Navarra), en la fiesta de San Andrés.

## Nombres
En español, esta raza también es conocida como poni navarro, caballo navarro, caballo vasco-navarro, caballito de Andía, caballito de las Améscoas o caballito de la Barranca, y en el pasado también era conocida como jaca de montaña, raza de Pamplona o raza pamplonica.
La palabra jaca tiene una historia inusual, ya que proviene del español antiguo haca, que deriva del francés antiguo haque, que a su vez deriva en última instancia del topónimo inglés Hackney, un lugar famoso por sus caballos.